# Wilfried Hannes
Wilfried Hannes (Düren, 17 maggio 1957) è un allenatore di calcio ed ex calciatore tedesco, di ruolo difensore, tecnico del Borussia 1912 Freialdenhoven, squadra che milita in Verbandsliga Mittelrhein (V). Con la nazionale tedesca fu  vicecampione del mondo  nel 1982.
Ha giocato durante la carriera senza l'uso dell'occhio destro, a causa di un tumore alla pupilla al medesimo occhio occorsogli quando era ancora bambino.

## Carriera

### Club
Iniziò la carriera come attaccante, in seguito al Borussia Mönchengladbach divenne dapprima difensore, poi libero con spiccate doti offensive. Con la squadra della Renania Settentrionale-Vestfalia, di cui era un giocatore chiave, vinse tre Bundesliga (1975, 1976, 1977) e due Coppe UEFA (1975, 1979).
Come libero, fu noto per le sue improvvise spinte offensive, per i suoi tiri da grande distanza che spesso finivano in rete e per i suoi colpi di testa. A riprova di ciò segnò con i puledri 58 reti su 261 partite di Bundesliga, risultando capo-cannoniere della squadra nella stagione 1980-1981.
Successivamente militò in Schalke 04, Bellinzona e Aarau, non ottenendo però i risultati ottenuti con il Borussia.

### Nazionale
Giocò per la Germania Ovest per un solo anno, collezionando 8 presenze e partecipando al campionato del mondo 1982. Il perché abbia giocato così poche presenze in Nazionale è dovuto al fatto che era chiuso dai fratelli Förster (Karlheinz e Bernd).

### Allenatore
Dal 2004 allena il Borussia 1912 Freialdenhoven, compagine di quinta divisione. All'inizio della sua carriera da allenatore allenò anche l'Alemannia Aachen di Aquisgrana.

## Palmarès

### Giocatore

#### Competizioni nazionali
- Campionato tedesco: 2

Borussia Monchengladbach: 1975-1976, 1976-1977

#### Competizioni internazionali
- Coppa UEFA: 1

Borussia Monchengladbach: 1978-1979